# Kolff

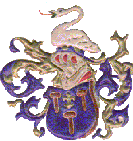
Het wapen van het geslacht Kolff

Kolff (ook: Van Santen Kolff, Kolff van Oosterwijk, Van Breda Kolff) is een Nederlands geslacht uit Holland en Gelderland. 

## Geschiedenis
De vroegst bekende Kolffen zijn Wouter, Aernt Woutersz., Wouter Aerntsz., en Wouter Woutersz. Colff. Zij woonden in de 15e eeuw in Gorinchem, waar zij onroerend goed bezaten. Van hen exploiteerden Wouter Aerntsz. en Wouter Woutersz. Colff ook een herberg. In deze herberg werd, zeker vanaf 1500, het kolfspel beoefend. De familie Kolff heeft haar familienaam waarschijnlijk daaraan ontleend. De huidige nazaten stammen af van de kleinzoon van de laatstgenoemde herbergier, Wouter Woutersz. Kolff, burger van Nijmegen in de 16e eeuw. De volgende generaties migreerden westwaarts vanuit Nijmegen langs de grote rivieren naar Middelharnis, Maassluis en andere plaatsen. Zij vestigden zich in de 19e en 20e eeuw voornamelijk te Rotterdam en Den Haag, maar ook in Nederlands-Indië. Een belangrijke tak vestigde zich in de Betuwe.
In de 20e eeuw vertrokken veel Kolffen uit Nederland en onafhankelijk Indonesië. Van de ongeveer 411 huidige leden (2015) van het geslacht Kolff, woont het grootste gedeelte in Nederland, daarnaast woont ongeveer een derde van de familieleden in Argentinië, de Verenigde Staten van Amerika en Nieuw-Zeeland, maar ook elders. De genealogie van de familie Kolff is te vinden in het Nederland's Patriciaat en met de meest actuele gegevens op de website van de Familievereniging Kolff. Het familiearchief bevindt zich in het Stadsarchief Rotterdam.

## Familiewapen
Kolff en Van Santen Kolff: Oudste bekende wapenvoerder is Ds. Wolter Kolff (1644-1705) volgens het alliantiewapen van hem en zijn echtgenote, gedateerd 1671 (in familiebezit). In het schild zonder kleuraanduiding voerde hij drie kolven, de slagstukken naar beneden, de buitenste twee toegewend, de middelste naar rechts. Hij voerde als helmteken een staande omgewende zwaan. Met het hier afgebeelde wapen Kolff, met de zwaan staande en omgewend, zegelde Cornelis Kolff (1685-1759), notaris te 's Gravenhage. Niet afgebeeld zijn de familiewapens Kolff van Oosterwijk en Van Breda Kolff.

## Bekende telgen
(volgorde op de tak/staak binnen de genealogie van de familie Kolff)
Gualtherus (Wolter) Kolff (1644-1705), gereformeerd predikant te Maassluis
- George Justus Kolff (1672-1740), gereformeerd predikant te Brandwijk
  - Gualtherus Kolff (1713-1786), gereformeerd predikant te Spijk
    - Georgius Justinus Kolff (1754-1824), schout, secretaris en baljuw van het Nedereind van Spijk, planter op Guyana
      - Gualtherus Kolff (1775-1846), schepen 1796-1811, schout 1804-1811, secretaris 1804-1835, maire, later genoemd burgemeester van Deil 1811-1835 (zie lager)

- Gualtherus Kolff (1683-1727), gereformeerd predikant te Nieuw-Beijerland
  - Lambertus Kolff (1717-1781), gereformeerd predikant te Amersfoort
    - Dirk Hendrik Kolff (1761-1835), kapitein-luitenant ter zee (Vlieter-incident)
      - Dirk Hendrik Kolff (1800-1843), luitenant ter zee van de Koninklijke Marine en ridder Militaire Willems-Orde
        - Jeremius Adriaan Kolff (1832-1904), suikerfabrikant 
          - Adriaan Dirk Hendrik Kolff (1862-1921), burgemeester van Brouwershaven 1888-1893, burgemeester van Schoonhoven 1893-1901
          - Louis Charles Kolff (1867-1922), burgemeester van Wieringen 1896-1902 en 1920-1922 en lid Provinciale Staten van Noord-Holland van 1900 tot 1904
            - Louis Charles Kolff (1893-1970), burgemeester van Wieringen en res.-1e luitenant artillerie
- Cornelis Kolff (1685-1759), notaris, secretaris en baljuw te Middelharnis, burgemeester van Maassluis, huwde Catharina van Oosterwijk
  - Gualtherus Kolff (1711-1789), notaris, secretaris en rentmeester van Middelharnis
    - Jacob Van Santen, heer in Middelharnis (1738-1768), raad in de vroedschap en schepen van Schiedam
    - Cornelis Kolff (1743-1812), lid firma Cornelis Kolff & Zoonen, kooplieden
      - Jacob van Santen Kolff (1779-1861), lid firma Cornelis Kolff & Zoonen (naamgenoot en erfgenaam van zijn kinderloze oom)
        - Cornelis Jacob van Santen Kolff (1808-1861), lid firma Cornelis Kolff & Zoonen, kooplieden
          - Jacob (Jacques) van Santen Kolff (1848-1896), letterkundige, muziek- en kunstcriticus en tekenaar, naamgever Haagse School

    - Adrianus Quirinus Kolff (1745-1826), reder, schepen van Middelharnis, dijkgraaf van Onwaard en Krayestein
      - Gualtherus Kolff (1771-1836), koopman te Rotterdam
        - Johannes Kolff (1799-1868), makelaar
          - Henriëtte Jeannette Christine Kolff (1835-1927), oprichtster, samen met haar broer Gualtherus (zie hieronder), van Vereniging Kolffs Blindenfonds en Stichting Blindenhulp
          - Gualtherus Johannes Kolff (1846-1918), oprichter en directeur Nederlandse Blindenbibliotheek

      - Cornelis Kolff (1776-1830), wijnkoopman, lid firma C. Kolff & Co.
        - Gualtherus Constantinus Marius Kolff (1819-1890), rentmeester, lid firma Wed. C. Kolff
          - Cornelis Kolff (1850-1931), lid firma Kolff & Zonen, lid gemeenteraad en wethouder van Middelharnis
            - Jacob Kolff (1883-1948), medicus, geneesheer-directeur Sanatorium Beekbergen
              - Willem Johan Kolff (1911-2009), medicus, uitvinder kunstnier en kunsthart en verzetsstrijder

      - Cornelis Geertruyus Kolff (1788-1867), koopman, lid firma Hollertt & Kolff
        - Dirk Herbert Arnold Kolff (1819-1909), reder, lid firma Hollertt & Kolff
          - Benjamin Kolff (1846-1931), lid firma Hollert & Kolff
            - Dirk Herbert Kolff (1874-1951), directeur kantoor N.V. Wm. H. Müller & Co
              - Benjamin Kolff (1902-1982), burgemeester van Vlissingen

        - Cornelis Laurentius Kolff (1821-1909), lid firma Tollens & Co. verffabrieken
          - Hendrik Franciscus Kolff (1848-1903), lid firma Tollens & Co.
            - Cornelius Laurentius Kolff (1874-1951), lid firma Tollens & Co.
              - Hendrik Franciscus Kolff (1911-1996), directeur Tollens & Co. verffabrieken
                - Cornelius Laurentius Kolff (1938), adjunct-directeur Tollens & Co., hoogheemraad Schieland
                  - Wouter Kolff (1976), oud-burgemeester van Dordrecht, eerder van Veenendaal, Commissaris van de Koning

        - Adrianus Quirinus Kolff (1825-1894), lid firma Tollens & Co.
          - Hendrik Kolff (1853-1913), lid firma Tollens & Co.
            - Cornelis Kolff (1897-1968), directeur van Tollens & Co. verffabrieken

        - Johannes Marius Kolff (1827-1902), hervormd predikant te Odijk, Oudewater en Sneek
          - Herman Kolff (1854-1918), lid firma Kolff & Kolff, lid gemeenteraad van Rotterdam
            - Johannes Marius Kolff (1883-1958), luitenant-kolonel, kolonel tit., consul van Liberia te Rotterdam, lid gemeenteraad van Wassenaar, opdrachtgever bouw naar hem vernoemde Kolff-kazematten 1939 Betuwestelling, Kesteren e.o.

    - Lambertus Kolff (1749-1823), reder, burgemeester van Middelharnis
      - Lambertus Kolff van Oosterwijk (1779-1836), notaris, burgemeester van Stad aan 't Haringvliet
      - Willem Hendrik Kolff (1789-1858), wijnkoopman, lid gemeenteraad van Gouda, huwde Apollonia van Breda
        - Jan van Breda Kolff (1818-1897), medicus
          - Willem Hendrik van Breda Kolff (1860-1932), koopman, vennoot firma Van Nie & Co., expediteurs
            - Jan Gualtherus van Breda Kolff (1894-1974), bankier, jongste debutant Nederlands voetbalelftal
              - Willem Hendrik "Butch" van Breda Kolff (1922-2007), basketball coach Princeton University
                - Jan Michael van Breda Kolff (1951), college basketball head coach

        - Gualtherus Johannes Cornelis Kolff (1826-1881), oprichter G.J. Kolff & Co., uitgevers te Batavia (onder meer Bataviaasch Nieuwsblad) met boekhandels in geheel Nederlands-Indië, de uitgeverij verhuisde na de onafhankelijkheid van Indonesië naar Amsterdam en Leeuwarden

### Burgemeesters van Deil
Gualtherus Kolff (1775-1846), schepen 1796-1811, schout 1804-1811, secretaris 1804-1835, maire, later genoemd burgemeester van Deil 1811-1835
- Willem Marinus Kolff (1810-1868), burgemeester en secretaris 1836-†
  - Gualtherus Marinus Kolff (1840-1879), burgemeester en secretaris 1868-†
  - Jannetta Antonia Kolff (1846-1928); trouwde in 1872 met haar neef mr. Marius Kolff (1848-1931), burgemeester en secretaris 1880-1913
- Gualtherus Marinus Jan Kolff (1815-1866), secretaris Tielerwaard
  - Mr. Marius Kolff (1848-1931), burgemeester en secretaris 1880-1913
    - Mr. dr. Gualtherus Kolff (1879-1959), oprichter fruitveiling Geldermalsen, kantonrechter en lid Eerste Kamer voor de CHU
      - George Justinus Kolff (1913-2000), burgemeester van Deil en Beesd

    - Willem Marinus (Tim) Kolff (1882-1944), burgemeester van Deil, mede-oprichter N.V. Waterleiding Mij. Gelderland en verzetsstrijder